# HC Courmaosta
Der HC Courmaosta war ein italienischer Eishockeyverein aus Courmayeur, der im Jahr 1933 gegründet und 1999 ausgelöst wurde. Die Heimspiele wurden im Palaghiaccio Courmayeur ausgetragen.

## Geschichte
Größte Erfolge des 1933 gegründeten Clubs waren 1993 der Gewinn der zweitklassigen Serie A2 und der Coppa Italia im Jahr 1998. Der HC Courmaosta nahm mehrfach am Ligabetrieb der höchsten italienischen Spielklasse, die Serie A1, teil. Dabei belegte das Team in den Saisonen 1993/94 und 1994/95 jeweils den dritten Platz der Hauptrunde, in den Playoffs scheiterte die Mannschaft beide Male im Halbfinale.
Außerdem nahm der Club in den Saisonen 1993/94 und 1998/99 am Spielbetrieb der nationenübergreifenden Alpenliga teil. Nennenswerte Erfolge konnten dabei nicht verzeichnet werden.

## Trainer
| Zeit      | Trainer        |
| --------- | -------------- |
| 1992–1994 | Enio Sacilotto |
| 1996–1999 | Massimo Da Rin |

## Bekannte Spieler
- Jim Boni
- Jim Camazzola
- Dave Gagner
- David Haas
- Chris Kontos
- Jason Lafrenière
- Reed Larson
- Bill McDougall
- Corrado Micalef
- Bobby Reynolds
- Bill Stewart